# The Grey Album
The Grey Album ist ein 2004 veröffentlichtes Mashup-Album von Danger Mouse, auf dem die A-cappella-Versionen der Songs von Jay-Zs The Black Album mit den Instrumentalversionen der Songs des White Album von den Beatles vermischt werden. Das Album wurde bekannt, als EMI dessen Verbreitung stoppen wollte.

## Geschichte

### Veröffentlichung
Die Acapellas von Jay-Zs The Black Album wurden nach der Albumveröffentlichung als so genanntes Jay-Z Construction Set getrennt verkauft, um Remixe und Mash-ups zu ermöglichen. Jay-Z war zwar weiterhin Rechteinhaber der Songs, duldete aber die Weiterverbreitung. EMI, Rechteinhaber der Beatles-Songs, untersagte jedoch jegliche nicht autorisierte Weiterverwendung der Titel. Das Album wurde 2004 nach einer Produktionszeit von zwei Wochen in einer Auflage von 3000 Kopien an wenige, ausgewählte Läden verteilt und gelangte schnell zu einigem Ruhm, sodass sich EMI zum Handeln gezwungen sah und erst Danger Mouse und anschließend den Läden, die das Album anboten, eine einstweilige Verfügung zukommen ließ.
Dadurch wurde das Album noch bekannter und verbreitete sich innerhalb weniger Tage in großen Mengen im Internet. Auch die traditionelle Presse griff das Thema auf und berichtete darüber. So erschien eine äußerst positive Rezension im New Yorker in der Ausgabe vom 9. Februar 2004. Entertainment Weekly nannte es das „beste Album 2004“, der Rolling Stone „ein geniales Hip-Hop-Album, das seiner Zeit auf seltsame Weise weit voraus ist“ und der Boston Globe „das am kreativsten fesselnde Album des Jahres“.

### Grey Tuesday
Als Reaktion auf die einstweilige Verfügung von EMI rief Downhill Battle, eine nicht-gewinnorientierte Organisation, die sich für eine Restrukturierung der Musikindustrie einsetzt, den 24. Februar 2004 zum Grey Tuesday aus. Als Akt von „elektronischem zivilem Ungehorsam“ wurde das Album einen Tag lang auf an der Aktion teilnehmenden grau eingefärbten Internetseiten zum Download angeboten und damit gegen EMIs Versuch, die Verbreitung zu unterbinden, protestiert. Es wurde gefordert, dass das Samplen eines Songs der US-amerikanischen Urheberrechtsdoktrin des Fair Use unterliegt und einem Cover gleichgesetzt werden soll.
Knapp 170 Internetseiten nahmen an der Aktion teil und boten das Album zum Download an. Über 150 dieser Seiten erhielten danach einstweilige Verfügungen von EMI, es wurden jedoch keine Geldstrafen verhängt. Allein an diesem Tag wurde The Grey Album über 100.000 Mal heruntergeladen. Das Album ist seitdem immer noch auf unzähligen Internetseiten verfügbar und wird über P2P-Netzwerke weiterverbreitet.

## Titelliste
Die einzelnen Songs sind nach einem Song auf The Black Album benannt, aber in einer anderen Reihenfolge als auf dem Original. Angegeben ist jeweils, welche Songs des White Album darin gesampelt werden.
1. Public Service Announcement – 2:45
  - benutzt Long, Long, Long
2. What More Can I Say – 4:25
  - benutzt While My Guitar Gently Weeps
3. Encore – 2:40
  - benutzt Glass Onion und Savoy Truffle
4. December 4th – 3:34
  - benutzt Mother Nature’s Son
5. 99 Problems – 4:06
  - benutzt Helter Skelter
6. Dirt Off Your Shoulder – 3:59
  - benutzt Julia
7. Moment of Clarity – 4:00
  - benutzt Happiness Is a Warm Gun
8. Change Clothes – 4:04
  - benutzt Piggies und Dear Prudence
9. Allure – 4:06
  - benutzt Dear Prudence
10. Justify My Thug – 4:12
  - benutzt Rocky Raccoon
11. Lucifer 9 (Interlude) – 2:01
  - benutzt Revolution 9 und I’m So Tired sowie Ave, Lucifer von Os Mutantes
12. My 1st Song – 4:44
  - benutzt Cry Baby Cry, Savoy Truffle und Helter Skelter